# Le Grand-Bourg
Le Grand-Bourg (okcitansko Le Borg) je naselje in občina v francoskem departmaju Creuse regije Limousin. Leta 2007 je naselje imelo 1.194 prebivalcev.

## Geografija
Kraj leži v pokrajini Marche ob reki Gartempe, 20 km zahodno od Guéreta.

## Uprava
Le Grand-Bourg je sedež istoimenskega kantona, v katerega so poleg njegove vključene še občine Chamborand, Fleurat, Lizières, Saint-Étienne-de-Fursac, Saint-Pierre-de-Fursac in Saint-Priest-la-Plaine s 3.891 prebivalci.
Kanton Grand-Bourg je sestavni del okrožja Guéret.

## Zanimivosti
- gotska cerkev Notre-Dame iz 13. stoletja;